# José Carlos de Almeida
José Carlos de Almeida, ismertebb nevén: Zé Carlos (Presidente Bernardes, 1968. november 14. – Osasco, 2024. október 25.) világbajnoki ezüstérmes brazil labdarúgó.
A brazil válogatott tagjaként részt vett az 1998-as világbajnokságon.

## Sikerei, díjai
Brazília
- Világbajnoki döntős (1): 1998